# 센트럴 유나이티드 FC
센트럴 유나이티드 FC(영어: Central United Football Club)는 NRFL 콘퍼런스에 참가하는 뉴질랜드 오클랜드의 샌드링엄에 연고를 둔 아마추어 축구단이다.

## 역대 감독
| 감독        | 임기        |
| ----------- | ----------- |
| 리키 허버트 | 1996 ~ 1999 |